# Stora Mörtsjön (Ovansjö socken, Gästrikland)
Stora Mörtsjön är en sjö i Sandvikens kommun i Gästrikland och ingår i Gavleåns huvudavrinningsområde. Sjön är 3,5 meter djup, har en yta på 0,014 kvadratkilometer och befinner sig 210 meter över havet.